# Rhyssemus freudei
Rhyssemus freudei är en skalbaggsart som beskrevs av Vladimir Balthasar 1960. Rhyssemus freudei ingår i släktet Rhyssemus och familjen Aphodiidae. Inga underarter finns listade i Catalogue of Life.